# Каргопольлаг
Каргопольський ВТТ (рос. Каргопольлаг) — структурна одиниця системи виправно-трудових таборів Народного комісаріату внутрішніх справ СРСР (ГУЛАГ НКВС).

Час існування: організований 16.08.37;
діючий на 01.01.60.
Число ув'язнених сягало 30100 чоловік.
Основна кількість з/к розподілялась по табірним пунктам: Липово, Лейбуша, Ковжа, Пояменьга та інші. До сьогодні збереглися в місцях табірних пунктів ями, викладені камінням, залишки землянок, насипів, створених руками з/к.
Зі спогадів Пузирьова Михаїла Дмитровича (1915-2009) в вересні 1941 р. в малонаселені лісові зони привезли велику кількість людей. Це були люди з західних територій: Естонії, Латвії, Литви, Західної Білорусі, Закарпатської України, а також угорці, болгари, чехи і поляки, євреї.

## Виконувані роботи
- лісозаготівлі;
- будівництво целюлозного заводу спрощеного типу на р. Волошка (особливе будівництво № 5; целюлоза спеціального призначення використовується при виготовленні пороху),
- постачання дров до Москви, заготівля лижних болванок і виготовлення лиж,
- будівництво залізничних гілок,
- робота в радгоспах «Вороніно», «Усть-Кубинський», «Каргопольський», рибальство,
- меблеве та взуттєве виробництва,
- будівництво і обслуговування лісопильного заводу, розпил шпал,
- виробництво ширвжитку і дерев'яної клепки,
- вантажно-розвантажувальні роботи,
- робота в ремонтно-механічних майстернях, обслуговування Єрцевської залізничної гілки і залізничної гілки від ст. Пукса,
- швейне виробництво,
- будівництво домобудівельного цеху, залізниць вузької і широкої колії, автодоріг, виробництво цегли.